# Santo Aleixo da Restauração
Pour les articles homonymes, voir Santo Aleixo.
Santo Aleixo da Restauração est une ancienne paroisse civile portugaise (en portugais : freguesia) de la municipalité de Moura dans le district de Beja.
La loi no 11-A/2013 du 28 janvier 2013, portant réorganisation administrative du territoire des freguesias, fusionne Santo Aleixo da Restauração avec la paroisse voisine de Safara pour former l’União das freguesias de Safara e Santo Aleixo da Restauração (dont le siège est à Safara).